# Helck
Helck – manga autorstwa Nanakiego Nanao, publikowana w serwisach MangaONE oraz Ura Sunday wydawnictwa Shōgakukan od maja 2014 do grudnia 2017. Na jej podstawie studio Satelight wyprodukowało serial anime, który emitowano od lipca do grudnia 2023.

## Fabuła
Minęły trzy miesiące, odkąd władca demonów został pokonany przez samotnego ludzkiego bohatera. Podczas gdy ludzie świętowali swoje zwycięstwo, królestwo demonów szybko zorganizowało turniej, aby wybrać nowego przywódcę. Szczególnym uczestnikiem, który szybko awansuje w turnieju, jest ludzki bohater imieniem Helck, który twierdzi, że nienawidzi swojego gatunku. Vermilio, jedna z czterech lordów nadzorujących turniej, natychmiast podejrzewa Helcka o bycie sabotażystą i próbuje ustawić kolejne konkurencje, ale Helck nadal wygrywa. Vermilio wkrótce dowiaduje się, że Helck jest poszukiwanym przestępcą w królestwie ludzi, podejrzanym o zabicie swojego brata, który jest legendarnym bohaterem Clessem, który zabił władcę demonów. Vermilio chce poznać prawdziwą motywację Helcka do wzięcia udziału w turnieju, co wydarzyło się w ludzkim królestwie w ciągu trzech ostatnich miesięcy i czym są tajemniczy skrzydlaci żołnierze, którzy zamiast ludzi zagrażają teraz królestwu demonów.

## Bohaterowie
- Helck (jap. ヘルク Heruku)

Seiyū: Katsuyuki Konishi 
- Vermilio (jap. ヴァミリオ Vamirio)

Seiyū: Mikako Komatsu 
- Azudra (jap. アズドラ Azudora)

Seiyū: Yoshitsugu Matsuoka 
- Hon (jap. ホン)

Seiyū: Akira Ishida 
- Asta (jap. アスタ Asuta)

Seiyū: Shiki Aoki 
- Ista (jap. イスタ Isuta)

Seiyū: Haruka Shiraishi 
- Kenros (jap. ケンロス Kenrosu)

Seiyū: Hiroyuki Yoshino 
- Hyura (jap. ヒュラ)

Seiyū: Rena Maeda 
- Dorshe (jap. ドルーシ Dorūshi)

Seiyū: Takuya Nakashima 
- Rococo (jap. ロココ Rokoko)

Seiyū: Sora Tokui 
- Piwi (jap. ピウイ Piui)

Seiyū: Shiori Izawa 
- Cless (jap. クレス Kuresu)

Seiyū: Motoharu Ono 
- Alicia (jap. アリシア Arishia)

Seiyū: Reina Kondō 
- Rafaed (jap. ラファエド Rafaedo)

Seiyū: Atsushi Miyauchi 
- Mikaros (jap. ミカロス Mikarosu)

Seiyū: Daisuke Hirakawa 
- Shalamy (jap. シャルアミ Sharuami)

Seiyū: Yumiri Hanamori 
- Edil (jap. エディル Ediru)

Seiyū: Hiroki Nanami 
- Zelgeon (jap. ゼルジオン Zerujion)

Seiyū: Shūta Morishima 
- Haraoul (jap. ハラオル)

Seiyū: Satoshi Niwa 
- Elise (jap. イーリス Īrisu)

Seiyū: Aimi 

## Manga
Manga ukazywała się na stronie internetowej Ura Sunday i w aplikacji MangaONE od 5 maja 2014 do 18 grudnia 2017. Wydawnictwo Shōgakukan zebrało jej rozdziały w 12 tankōbonach, wydawanych od 18 sierpnia 2014 do 11 maja 2018. Od 12 kwietnia 2022 do 12 lipca 2023 publikowana była nowa edycja mangi, zawierająca kolorowe strony i nowe okładki.
| Nr | Data wydania (język japoński) | ISBN (język japoński)  |
| -- | ----------------------------- | ---------------------- |
| 1  | 18 sierpnia 2014              | ISBN 978-4-09-125236-4 |
| 2  | 12 grudnia 2014               | ISBN 978-4-09-125547-1 |
| 3  | 12 maja 2015                  | ISBN 978-4-09-126138-0 |
| 4  | 12 sierpnia 2015              | ISBN 978-4-09-126330-8 |
| 5  | 12 listopada 2015             | ISBN 978-4-09-126630-9 |
| 6  | 11 marca 2016                 | ISBN 978-4-09-127024-5 |
| 7  | 19 lipca 2016                 | ISBN 978-4-09-127359-8 |
| 8  | 18 listopada 2016             | ISBN 978-4-09-127440-3 |
| 9  | 12 kwietnia 2017              | ISBN 978-4-09-127587-5 |
| 10 | 19 lipca 2017                 | ISBN 978-4-09-127658-2 |
| 11 | 15 listopada 2017             | ISBN 978-4-09-128025-1 |
| 12 | 11 maja 2018                  | ISBN 978-4-09-128294-1 |

Spin-off mangi, zatytułowany Piwi: Fushigi na ikimono, był publikowany w serwisie MangaONE od 16 lipca do 8 października 2018. Całość zebrana w jednym tankōbonie, opublikowanym 12 listopada tego samego roku.
| Nr | Data wydania (język japoński) | ISBN (język japoński)  |
| -- | ----------------------------- | ---------------------- |
| 1  | 12 listopada 2018             | ISBN 978-4-09-128720-5 |

Powiązana manga, zatytułowana Iken senki Völundio, ukazuje się w Ura Sunday i MangaONE od 24 sierpnia 2020.
| Nr | Data wydania (język japoński) | ISBN (język japoński)  |
| -- | ----------------------------- | ---------------------- |
| 1  | 12 lutego 2021                | ISBN 978-4-09-850456-5 |
| 2  | 17 czerwca 2021               | ISBN 978-4-09-850597-5 |
| 3  | 17 lutego 2022                | ISBN 978-4-09-850891-4 |
| 4  | 17 lutego 2023                | ISBN 978-4-09-851633-9 |
| 5  | 12 lipca 2023                 | ISBN 978-4-09-852547-8 |
| 6  | 12 października 2023          | ISBN 978-4-09-852866-0 |
| 7  | 9 lutego 2024                 | ISBN 978-4-09-853122-6 |

## Anime
Adaptacja anime została zapowiedziana przez Nanakiego Nanao 14 lutego 2022. Później poinformowano, że będzie to serial telewizyjny. Za produkcję odpowiadało studio Satelight, za reżyserię Tatsuo Sato, scenariusz napisali Toshizo Nemoto i Mitsutaka Hirota, projekty postaci przygotował Yoshinori Deno, a muzykę skomponował Yoshihisa Hirano. Serial był emitowany od 12 lipca do 20 grudnia 2023 w bloku programowym AnichU na antenie Nippon TV oraz w innych stacjach.

### Ścieżka dźwiękowa
| Nr             | Tytuł                                 | Wykonawca     | Źródło   |
| Czołówka       | Czołówka                              | Czołówka      | Czołówka |
| -------------- | ------------------------------------- | ------------- | -------- |
| 1              | „It’s My Soul”                        | Hiroki Nanami | [ 32 ]   |
| 2              | „Help”                                | Aimi          | [ 33 ]   |
| Napisy końcowe |                                       |               |          |
| 1              | „Statice” (jap. スターチス Sutāchisu) | Saji          | [ 32 ]   |
| 2              | „Hikari” (jap. ヒカリ)                | Kanoerana     | [ 34 ]   |